# Mariam Sidibé
Pour les articles homonymes, voir Sidibé.
Mariam Sidibé, née le 17 mai 1993 à Argenteuil (Val-d'Oise), est une ancienne joueuse française de volley-ball du poste de centrale, professionnelle au club de Terville Florange OC de 2012 à 2024.
Elle effectue un court passage en équipe de France à l'occasion de la saison internationale 2016.

## Biographie

### Carrière
Elle commence la pratique du volley-ball à l'âge de 9 ans à Colombes, en région parisienne, avec son amie Tiphaine Sevin. Son premier club fut le Levallois Sporting Club. Elle raconte en 2014 sur ses débuts : « Nous étions dans la même école avec Tiphaine et je l’ai suivi pour essayer le volley puisque j’étais déjà grande pour mon âge et j’avais le physique pour faire ce genre de sport. Ça m’a plus tout de suite ». En 2010, à 17 ans, elle poursuit sa formation à l'Institut fédéral de volley-ball de Toulouse puis à l'AS Saint-Raphaël l'année suivante, avant de s'engager pour le club de Terville Florange OC où elle vit une première saison professionnelle réussie, en étant l'une des benjamines de l’équipe, avec une montée en Ligue A et une victoire en coupe de France amateur. « Même si la victoire en Coupe de France reste un moment magique, le match remporté contre Vandœuvre Nancy pour la montée en Ligue A reste le meilleur souvenir. On attendait tellement ça. ». Elle reste fidèle par la suite au club mosellan durant de nombreuses saisons où elle s'impose dans l'effectif de Pompiliu Dascălu. Lors de la saison 2018-2019, elle réalise un nouveau doublé championnat Élite-coupe de France amateur. En mars 2021, elle déclare : « Je me suis toujours bien sentie dans ce club. C’est une petite structure, très familiale, où tout le monde connaît tout le monde et j’aime bien ce côté-là. J’ai vu l’évolution du club, on est passé par toutes les étapes, les descentes, les montées, les saisons galères. L’un des trucs qui me fait m’accrocher ici, c’est l’évolution positive dans laquelle on est maintenant. Ça me réconforte dans mon choix de rester ici. » Elle vit une dixième saison consécutive avec le TFCO lors de l'exercice 2021-2022, représentant un fait rare dans le sport contemporain, en plus d'être élue pour la deuxième fois de suite meilleure centrale du championnat de France.
Elle met un terme à sa carrière de joueuse à l'issue de l'exercice 2023-2024, après 12 saisons consécutives passées au club,.

## Palmarès
- Championnat de France Élite (2) :
  - Vainqueur : 2013, 2019.

- Coupe de France amateur (2) :
  - Vainqueur : 2013, 2019.

### Distinctions individuelles
- Meilleure centrale de Ligue A 2020-2021.
- Meilleure centrale de Ligue A 2021-2022.

## Galerie

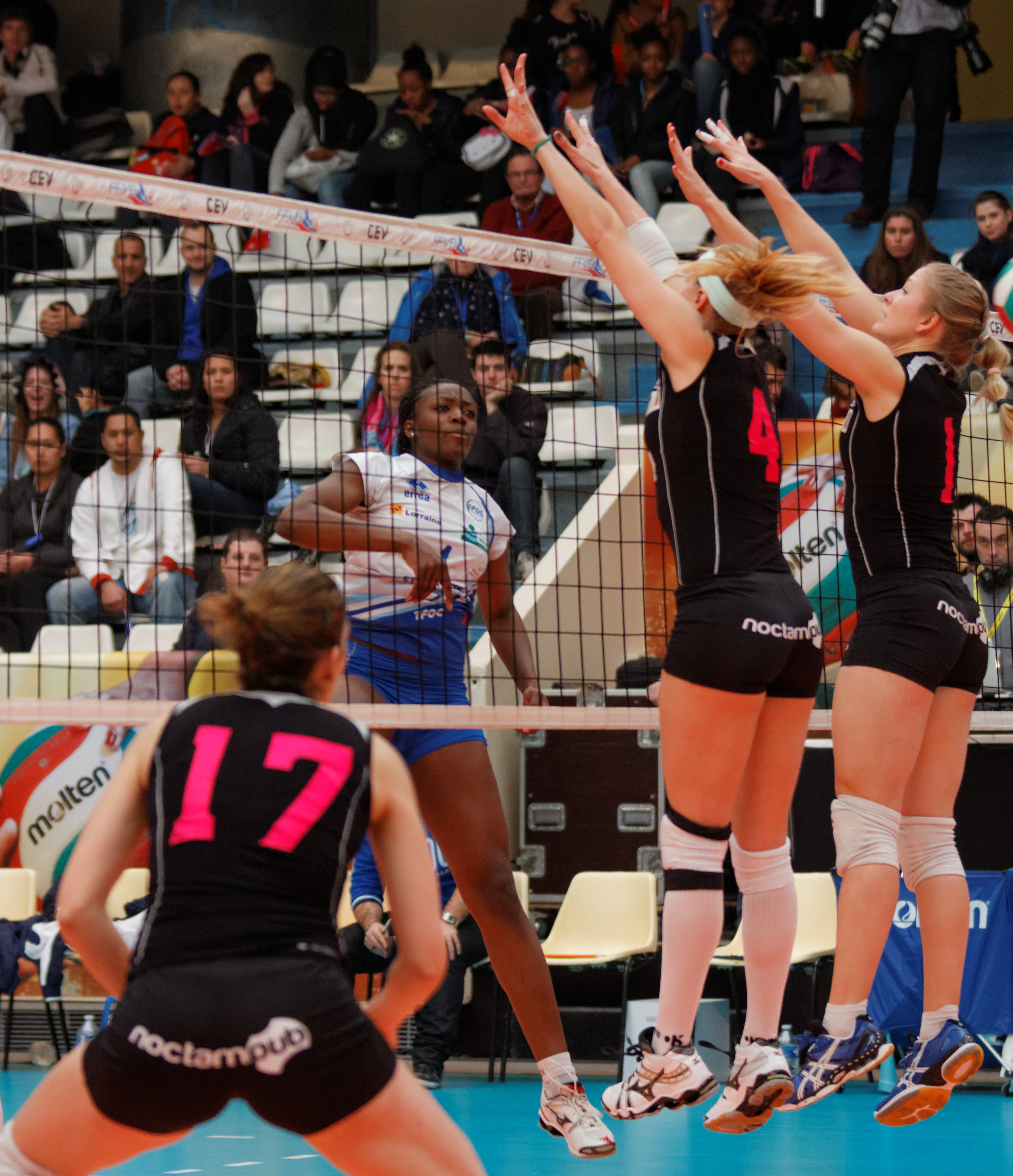
Finale de la Coupe de France fédérale 2013 (1).
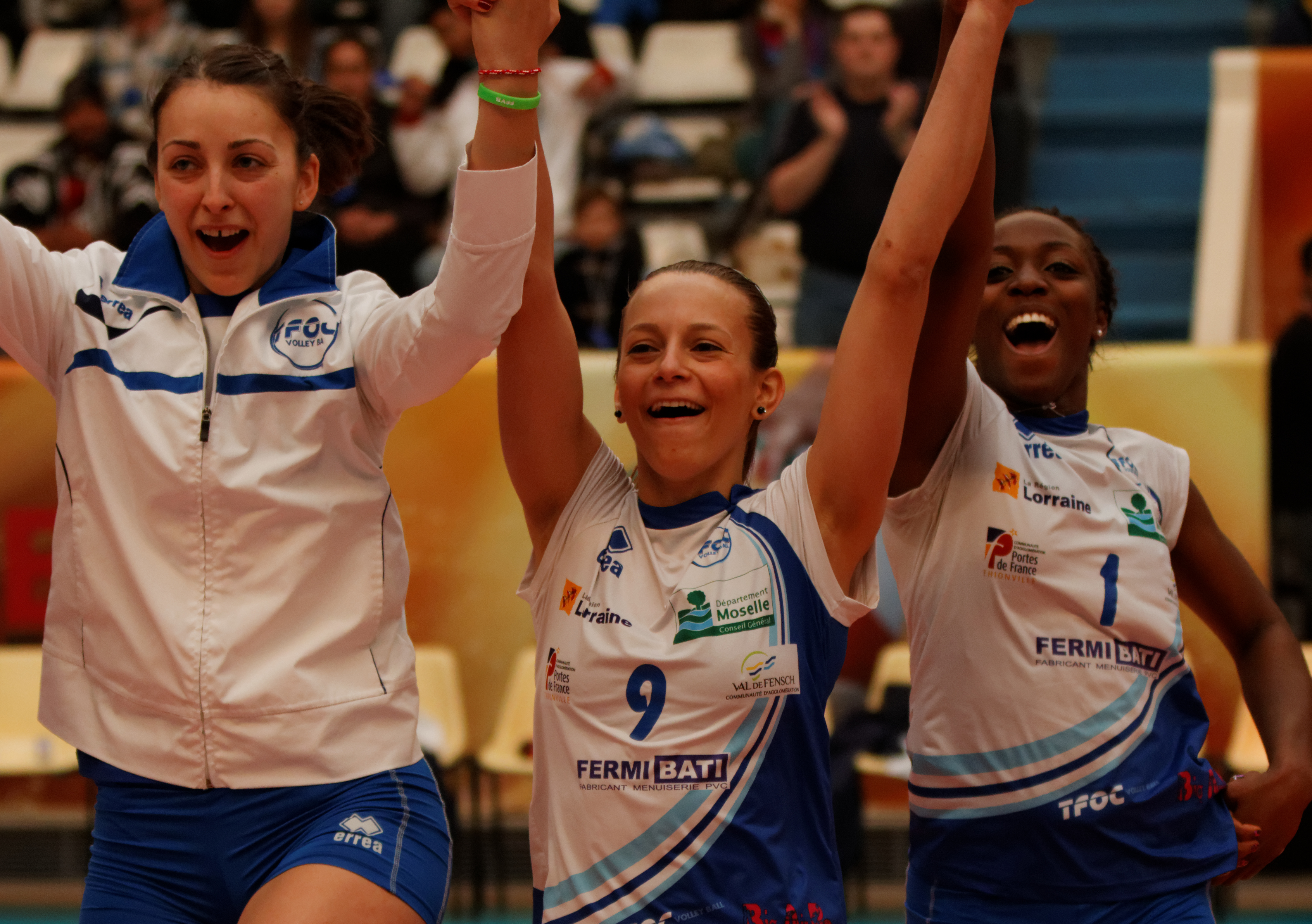
Finale de la Coupe de France fédérale 2013 (2).
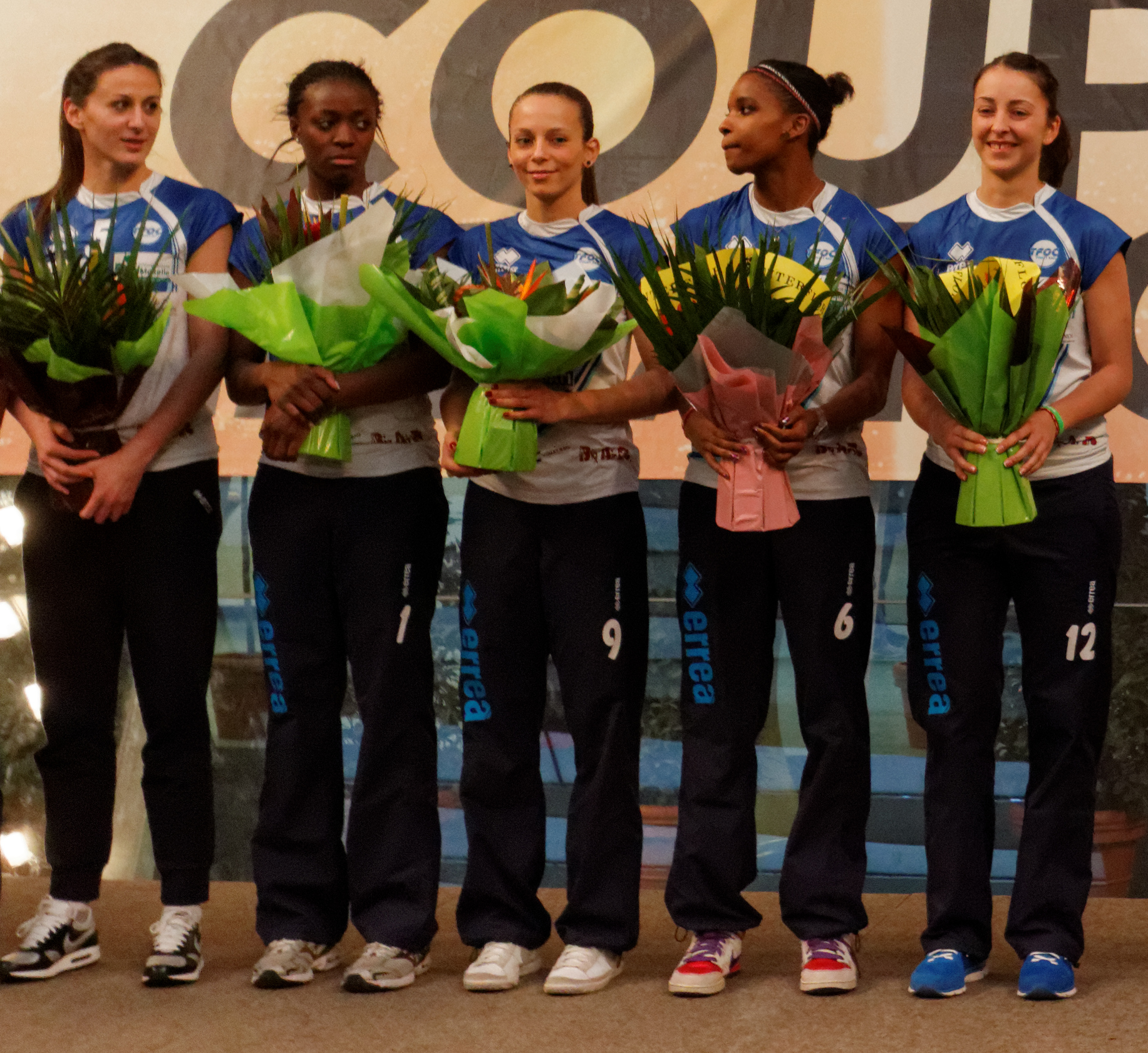
Finale de la Coupe de France fédérale 2013 (3).